# Franko Kolínský
Franko Kolínský (latinsky Franco de Colonia, německy Franco von Köln, francouzsky Francon de Cologne, podle Jakuba z Lutychu též Franco Teutonicus) byl významný hudební teoretik z konce 13. století. Jeho nejvýznamnější dílo je traktát (Magistri Franconis) Ars cantus mensurabilis („Učení o mensurálním zpěvu“) z let kolem roku 1280. Spis pojednává o menzurální notaci.

## Život a dílo
O jeho životě víme jen málo, avšak dva z osmi dochovaných manuskriptů jeho traktátu obsahují i některé biografické údaje. Víme, že v jednom případě je tento autor jmenován jako Magister Franko z Paříže, jindy je označován jako duchovní a preceptor řádu johanitů v Kolíně nad Rýnem, tyto údaje však nelze ověřit. V každém případě mu však v universitních, stejně jako v církevních kruzích přisuzovali titul eminence. Jakub z Lutychu jej označuje také jako skladatele, nicméně žádné skladby od Franka Kolínského se nedochovaly.

## Frankonské moteto
Po Frankovi Kolínském bylo pojmenováno tzv. frankonské moteto. Moteta tohoto druhu byla komponována přibližně v letech 1250-1280 a na rozdíl od motet raného období pařížské školy Notre Dame, v nichž se nepoužívaly rytmické mody, triplum bylo více členěné a každý z textových řádků mohlo být dokonce v jiném jazyce. Příkladem frankonského moteta je Amours mi font/En mai/Flos filius eius.